# Serge Ducosté
Serge Ducosté (Puerto Príncipe, Haití; 4 de febrero de 1944-5 de julio de 2024) fue un defensor de fútbol hatiano. Fue el jugador más veterano que jugó para Haití en la Copa Mundial de la FIFA de 1974.

## Trayectoria
En clubes, jugó toda su carrera en el Aigle Noir AC de su país desde 1965 hasta 1975, ganando la Liga Nacional en 1970.

## Selección nacional
Hizo su debut con Haití el 23 de noviembre de 1968 en un partido contra Trinidad y Tobago, que ganó 4-0, como parte de las eliminatorias para la Copa del Mundo de 1970. También estuvo en el equipo que calificó a su única Copa del Mundo hasta la fecha, en 1974.
Allí estuvo en acción contra Argentina, el partido lo perdió 4-1. En total, hizo 14 apariciones con su país.

### Participaciones en Copas del Mundo
| Mundial                        | Sede     | Resultado    |
| ------------------------------ | -------- | ------------ |
| Copa Mundial de Fútbol de 1974 | Alemania | Primera fase |

## Palmarés

### Títulos nacionales
| Título        | Equipo     | País  | Año  |
| ------------- | ---------- | ----- | ---- |
| Liga Nacional | Aigle Noir | Haití | 1970 |

### Títulos internacionales
| Título                                | Equipo | Sede  | Año  |
| ------------------------------------- | ------ | ----- | ---- |
| Campeonato de Naciones de la Concacaf | Haití  | Haití | 1973 |